# Klokkarstua
Klokkarstua este o localitate din comuna Hurum, provincia Buskerud, Norvegia, cu o suprafață de 0,48 km² și o populație de 720 locuitori (2013).